# Chlosyne
Chlosyne là một chi bướm Bắc Mỹ và Nam Mỹ trong họ Nymphalidae.

## Các loài
Các loài trong chi này gồm==
Nhóm loài Lacinia:
- Chlosyne californica (Wright, 1905)
- Chlosyne definita (Aaron, [1885])
- Chlosyne ehrenbergii (Geyer, 1833)
- Chlosyne endeis (Godman & Salvin, 1894)
- Chlosyne erodyle (Bates, 1864)
- Chlosyne janais (Drury, [1782])
- Chlosyne gaudialis (Bates, 1864)
- Chlosyne hippodrome (Geyer, 1837)
- Chlosyne lacinia (Geyer, 1837)
- Chlosyne marina (Geyer, 1837)
- Chlosyne melanarge (Bates, 1864)
- Chlosyne narva (Fabricius, 1793)
- Chlosyne rosita Hall, 1924

Nhóm loài Charidryas:
- Chlosyne acastus (Edwards, 1874)
- Chlosyne gabbii (Behr, 1863)
- Chlosyne hoffmanni (Behr, 1863)
- Chlosyne palla (Boisduval, 1852)
- Chlosyne whitneyi (Behr, 1863)

Nhóm loài Harrisii:
- Chlosyne harrisii (Scudder, 1864)
- Chlosyne gorgone (Hübner, 1810)
- Chlosyne nycteis (Doubleday, [1847])

Nhóm loài Thessalia:
- Chlosyne cyneas (Godman & Salvin, 1878)
- Chlosyne leanira (C. & R. Felder, 1860)
- Chlosyne theona (Ménétriés, 1855)

Phân nhóm không chắc chắn:
- Chlosyne damoetas (Skinner, 1902)
- Chlosyne fulvia (Edwards, 1879)
- Chlosyne kendallorum Opler, 1999

## Hình ảnh

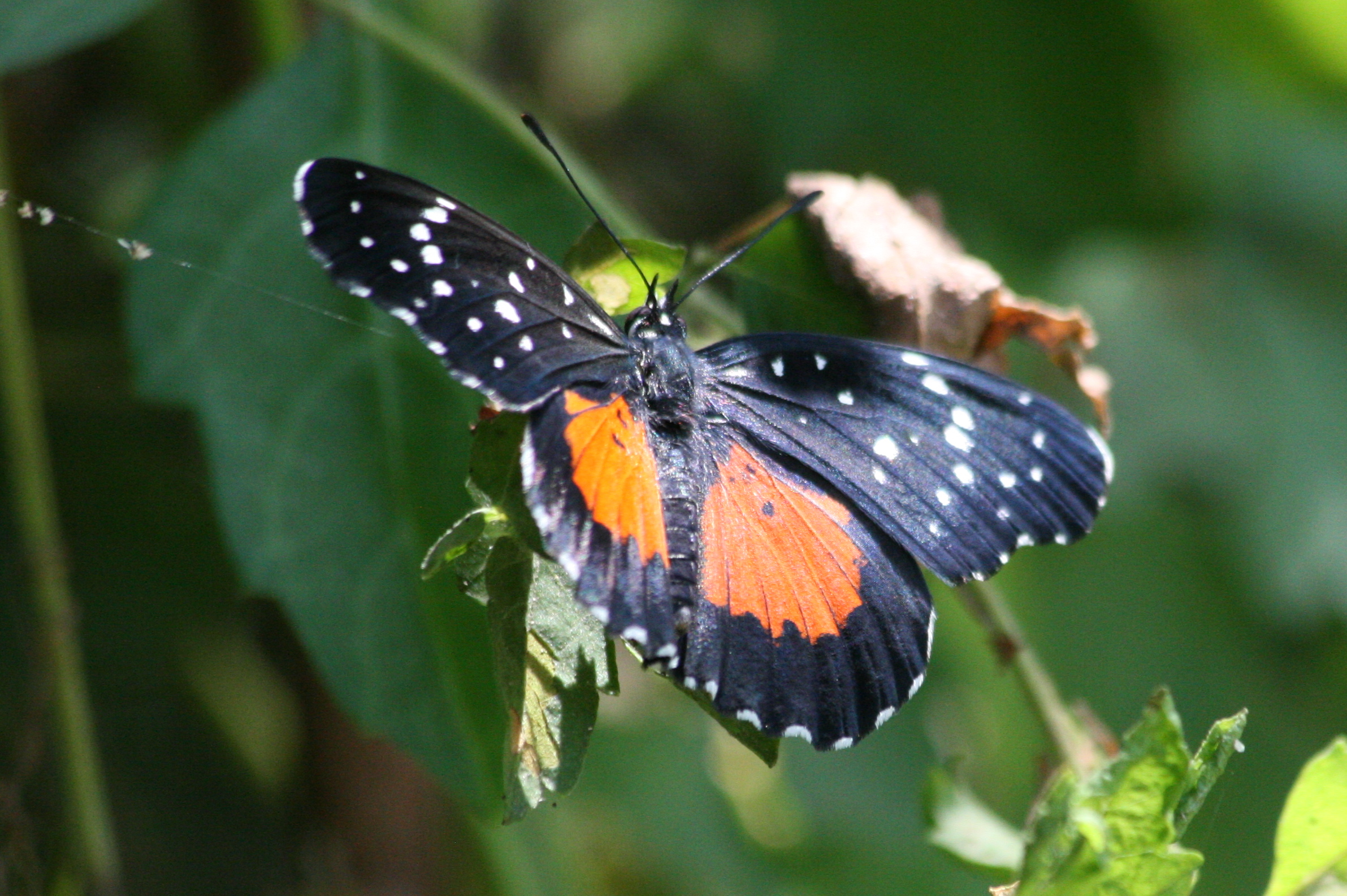
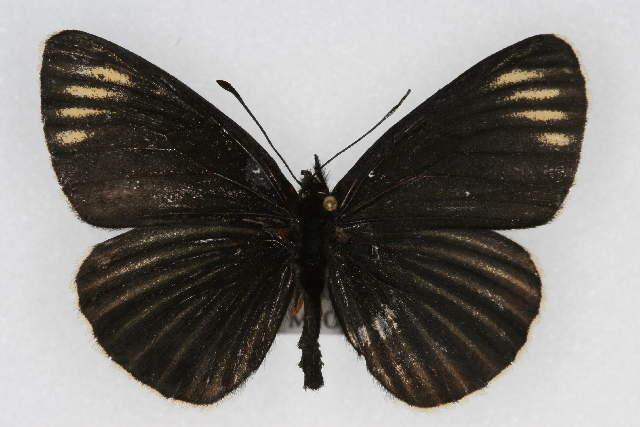
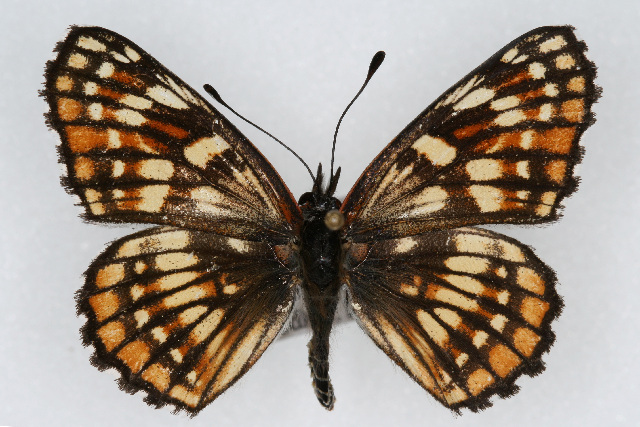